# Synagogue de Bobowa

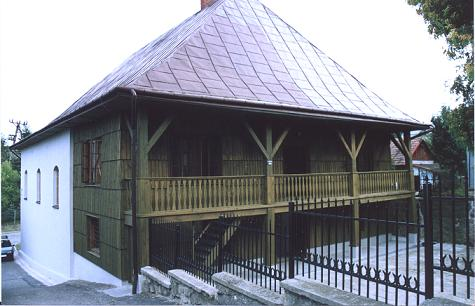
Vue d'ensemble de la synagogue

La synagogue de Bobowa, souillée et pillée par les nazis pendant la Seconde Guerre mondiale, est de nouveau en activité depuis 2003 grâce aux pèlerinages effectués par les Hassidim de Bobov sur la tombe d'un de leurs rebbes. 

## Historique de la synagogue
La synagogue de Bobowa, située près de la place du marché, dans l'alignement des anciens murs défensifs du village, est un des monuments les plus précieux de l'architecture sacrale juive en Pologne. 
La synagogue a été construite en 1756 et fortement endommagée par l'incendie de 1889 qui ravagea une partie du village. Elle fut immédiatement rénovée dans sa totalité et prit la forme qu'elle possède actuellement.   
Pendant la Seconde Guerre mondiale, elle est vandalisée et pillée par les nazis qui s'en servent comme écurie pour leurs chevaux. À la fin de la guerre, elle reste pendant quelques années à l'abandon et se détériore.  En 1955, elle est transformée en atelier de confection pour l'école professionnelle locale. 
L'estrade "Bima" et les marches montant à l'Arche Sainte "Aron Ha-Kodesh" sont retirés, le sol est nivelé et les murs sont blanchis. Heureusement, sur demande du directeur de l'école, les parties architecturales les plus remarquables, tels que les murs polychromes, et le portail de l'Arche sainte, sont conservés. Les murs peints sont recouverts de grands panneaux de verre, afin de pouvoir les admirer tout en les protégeant.  
En 1993, la communauté juive de Cracovie récupère le bâtiment de la synagogue, pour mettre fin à son utilisation comme atelier. Les travaux de réparation commencent aussitôt, financés par la fondation de la famille Nissenbaum. Les travaux progressent très lentement et sont même suspendus après le décès du président de la fondation Sigmund Nissenbaum. 
Le rabbin Ascher Scharf de New York, décide alors de reprendre les travaux et de finir la restauration. Avec l'argent récolté par lui et ses fidèles, il entreprend l'isolation des fondations, le nettoyage de l'intérieur, la remise en état et reconstitution des boiseries ainsi que le percement du faux plancher pour revenir au parquet d'origine. 
En l'absence de documents iconographiques et descriptifs des aménagements antérieurs, il est décidé de placer une Bimah provisoire en bois ainsi que des marches en bois vers l'Arche. Ces aménagements temporaires coûteront la somme de 50 000 dollars américains.
Le 1er juillet 2003, date anniversaire du décès du Tzadik (juste en hébreu) Salomon ben Natana, la synagogue est consacrée, en présence de centaines de Hassidim de la dynastie de Bobov, en provenance des États-Unis, de Londres et d'Israël, ainsi que du maire et des autorités locales. En l'absence de leur rabbin Nephtali Halberstam, qui n'a pas pu assister à la cérémonie en raison de son état de santé, son gendre Joshua Rubin lit son discours. Le célèbre chantre Ben-Sion Miller participe à l'office qui suit. 
Actuellement la synagogue est un lieu actif de prières, et des offices ont lieu occasionnellement lors des pèlerinages effectués par les Hassidim de Bobov sur les tombes de leurs tzadiks. À l'intérieur du bâtiment, il y a aussi un petit atelier de dentelle (spécialité de Bobowa), ainsi qu'un musée permanent du judaïsme.

## Architecture

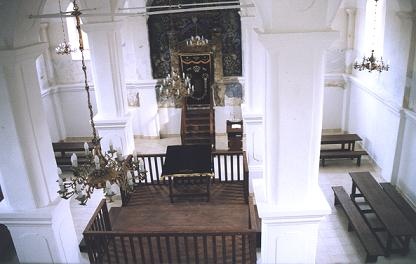
Intérieur de la synagogue en 2004

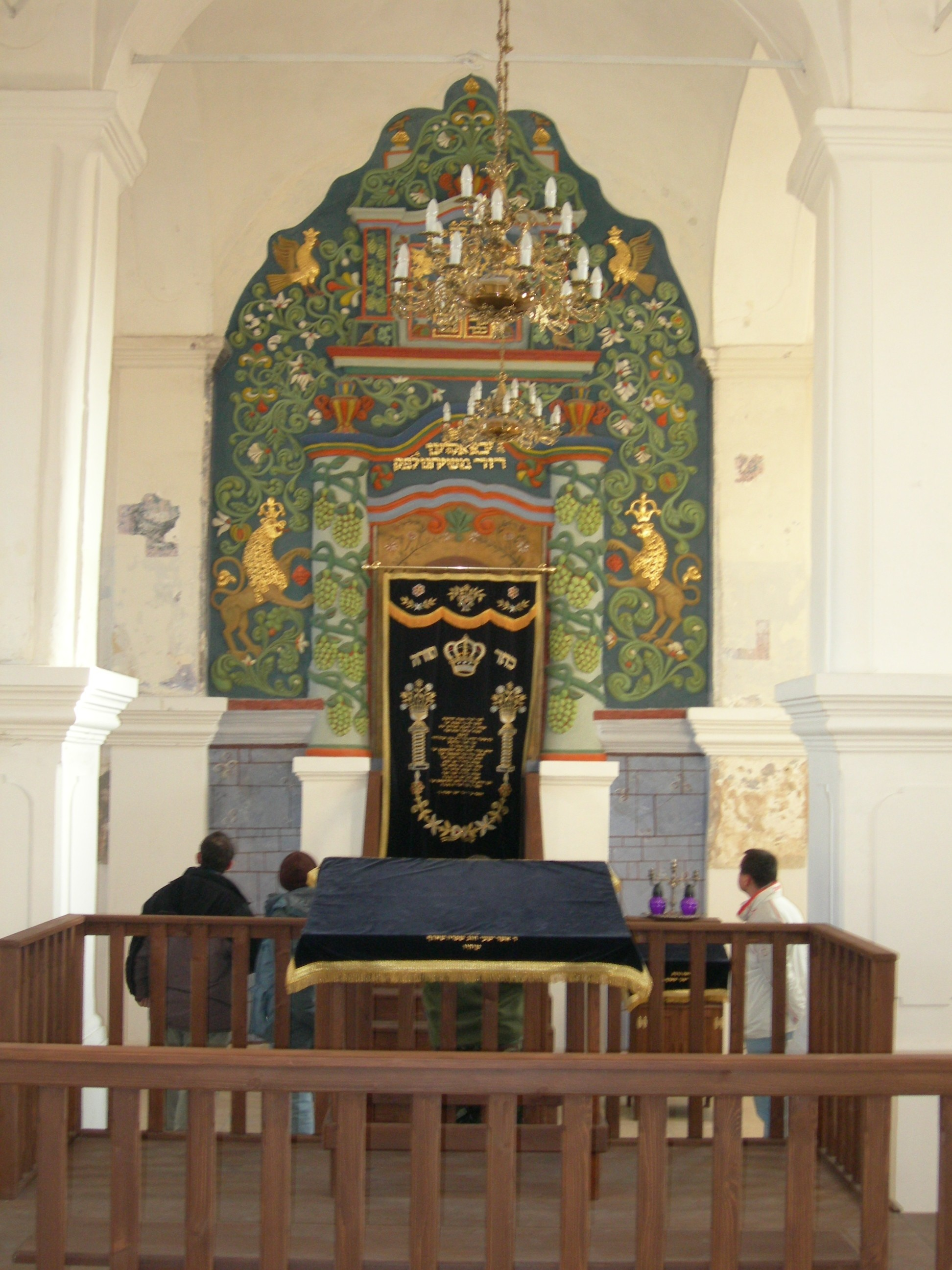
L'Arche sainte

Le bâtiment de style baroque, est construit en pierres selon un plan rectangulaire. Sur la partie ouest, une annexe en bois reposant sur quatre piliers, avec une galerie ouverte a été ajoutée. Cette galerie qui possédait quelques ouvertures vers la salle principale était initialement réservée aux femmes. L'ensemble est recouvert d'un toit.  
La salle principale de prières, de forme rectangulaire, fait environ 14 mètres par 12,5 mètres. Elle est couverte d'un plafond formant voûte, reposant sur quatre piliers entre lesquels se situe la Bimah en bois.    
Sur le mur Est, le cadre richement orné entourant l'Arche sainte, date des années 1777-1778, et est un des mieux conservé de toute la région de la Petite-Pologne. Dans la partie centrale, entre deux colonnes autour desquelles s'enroulent des brindilles de vignes, se situe un renfoncement qui sert de niche aux rouleaux de la Torah.
Au-dessus, sont peints deux griffons symbolisant des chérubins adorant les Tables de la Loi couronnées de l'inscription "Couronne de la Torah". La peinture polychrome contient de nombreux motifs de plantes et d'animaux. 
Très récemment, des fragments de peinture ont été découverts sur les autres murs.  

### Classement
La synagogue fait partie du patrimoine national polonais. Elle a été inscrite au répertoire national des monuments historiques sous le numéro A-374 le 10 avril 1968 et 531 le 26 février 1988.  